# تشيستوخوفا
تشيستوخوفا هي مدينة تقع في جنوب بولندا على نهر فارتا، يبلغ عدد سكانها حوالي 214,342 نسمة، مما يجعلها ثالث أكبر مدينة في البلاد. تقع في محافظة سيليزيا، بينما تاريخيًا كانت جزءًا من منطقة بولندا الصغرى ولم تكن جزءًا من سيليزيا، حيث كانت تابعة لمحافظة كراكوف [الإنجليزية] قبل عام 1795. تقع تشيستوخوفا في هضبة كراكوف-تشيستوخوفا [الإنجليزية] وتعد أكبر مركز اقتصادي وثقافي وإداري في الجزء الشمالي من محافظة سيليزيا.
تشتهر المدينة بدير ياسنا غورا الذي يحتوي على لوحة "العذراء السوداء في تشينستوخوفا [الإنجليزية]"، وهو مزار مخصص للعذراء مريم، ويجذب ملايين الحجاج من جميع أنحاء العالم سنويًا. كما كانت تشيستوخوفا مركزًا للحركة الفرانكية اليهودية في القرنين الثامن عشر والتاسع عشر.
أجريت أعمال تنقيب في المدينة في موقع أثري يعود إلى ثقافة لوساتيان، كما تضم متحفًا مخصصًا لهذه الثقافة. بالإضافة إلى ذلك، توجد أطلال قلعة ملكية في أولشتين [الإنجليزية]، التي تبعد نحو 25 كيلومترًا من مركز المدينة، وتعد جزءًا من "مسار أعشاش النسور [الإنجليزية]".

## المناخ
يظهر الجدول التالي التغييرات المناخية على مدار السنة لتشيستوخوفا:
| البيانات المناخية لـتشيستوخوفا     | البيانات المناخية لـتشيستوخوفا | البيانات المناخية لـتشيستوخوفا | البيانات المناخية لـتشيستوخوفا | البيانات المناخية لـتشيستوخوفا | البيانات المناخية لـتشيستوخوفا | البيانات المناخية لـتشيستوخوفا | البيانات المناخية لـتشيستوخوفا | البيانات المناخية لـتشيستوخوفا | البيانات المناخية لـتشيستوخوفا | البيانات المناخية لـتشيستوخوفا | البيانات المناخية لـتشيستوخوفا | البيانات المناخية لـتشيستوخوفا | البيانات المناخية لـتشيستوخوفا |
| الشهر                              | يناير                          | فبراير                         | مارس                           | أبريل                          | مايو                           | يونيو                          | يوليو                          | أغسطس                          | سبتمبر                         | أكتوبر                         | نوفمبر                         | ديسمبر                         | المعدل السنوي                  |
| ---------------------------------- | ------------------------------ | ------------------------------ | ------------------------------ | ------------------------------ | ------------------------------ | ------------------------------ | ------------------------------ | ------------------------------ | ------------------------------ | ------------------------------ | ------------------------------ | ------------------------------ | ------------------------------ |
| الدرجة القصوى °م (°ف)              | 12.2 (54.0)                    | 18.4 (65.1)                    | 23.1 (73.6)                    | 28.2 (82.8)                    | 31.9 (89.4)                    | 34.7 (94.5)                    | 34.6 (94.3)                    | 35.2 (95.4)                    | 29.9 (85.8)                    | 27.0 (80.6)                    | 19.9 (67.8)                    | 16.6 (61.9)                    | 35.2 (95.4)                    |
| متوسط درجة الحرارة الكبرى °م (°ف)  | −0.1 (31.8)                    | 1.9 (35.4)                     | 6.6 (43.9)                     | 12.8 (55.0)                    | 18.3 (64.9)                    | 21.2 (70.2)                    | 22.6 (72.7)                    | 22.4 (72.3)                    | 18.3 (64.9)                    | 13.2 (55.8)                    | 6.2 (43.2)                     | 1.5 (34.7)                     | 12.1 (53.7)                    |
| المتوسط اليومي °م (°ف)             | −2.8 (27.0)                    | −1.4 (29.5)                    | 2.4 (36.3)                     | 7.5 (45.5)                     | 13.0 (55.4)                    | 16.0 (60.8)                    | 17.3 (63.1)                    | 16.9 (62.4)                    | 13.0 (55.4)                    | 8.6 (47.5)                     | 3.2 (37.8)                     | −0.9 (30.4)                    | 7.7 (45.9)                     |
| متوسط درجة الحرارة الصغرى °م (°ف)  | −5.5 (22.1)                    | −4.2 (24.4)                    | −0.9 (30.4)                    | 3.3 (37.9)                     | 8.1 (46.6)                     | 11.2 (52.2)                    | 12.4 (54.3)                    | 12.3 (54.1)                    | 9.1 (48.4)                     | 5.1 (41.2)                     | 0.8 (33.4)                     | −3.1 (26.4)                    | 4.1 (39.3)                     |
| أدنى درجة حرارة °م (°ف)            | −26.6 (−15.9)                  | −26.0 (−14.8)                  | −20.9 (−5.6)                   | −6.1 (21.0)                    | −2.2 (28.0)                    | 1.8 (35.2)                     | 4.6 (40.3)                     | 5.2 (41.4)                     | −0.9 (30.4)                    | −5.5 (22.1)                    | −15.4 (4.3)                    | −23.2 (−9.8)                   | −26.6 (−15.9)                  |
| الهطول مم (إنش)                    | 33 (1.3)                       | 30 (1.2)                       | 31 (1.2)                       | 39 (1.5)                       | 69 (2.7)                       | 80 (3.1)                       | 86 (3.4)                       | 76 (3.0)                       | 49 (1.9)                       | 40 (1.6)                       | 41 (1.6)                       | 38 (1.5)                       | 612 (24)                       |
| متوسط أيام هطول الأمطار (≥ 1.0 mm) | 8.8                            | 7.8                            | 8.3                            | 7.8                            | 10.3                           | 10.0                           | 10.5                           | 9.1                            | 8.0                            | 7.6                            | 9.5                            | 9.8                            | 107.5                          |
| المصدر: NOAA                       |                                |                                |                                |                                |                                |                                |                                |                                |                                |                                |                                |                                |                                |

## توأمة
لتشيستوخوفا اتفاقيات توأمة مع كل من:
- Mariazell [الإنجليزية]‏
- آلتوتينغ
- فاطمة
- لوريتو (ماركي)
- لورد
- بفورتسهايم (2007 - )
- الناصرة
- سابوبان
- ريزكني
- ساوث بند
- شياولياي
- بيت لحم
- بياويستوك
- أوريم

## معرض صور

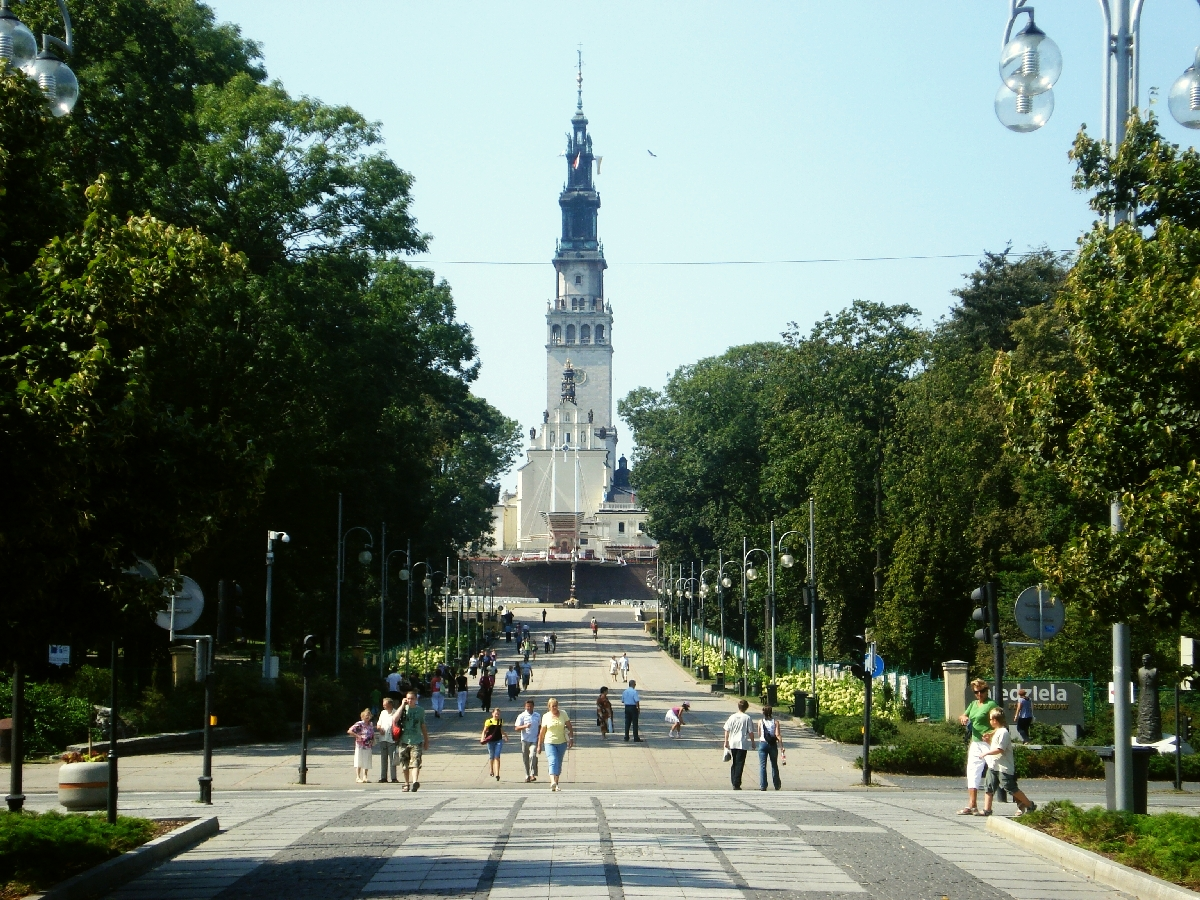
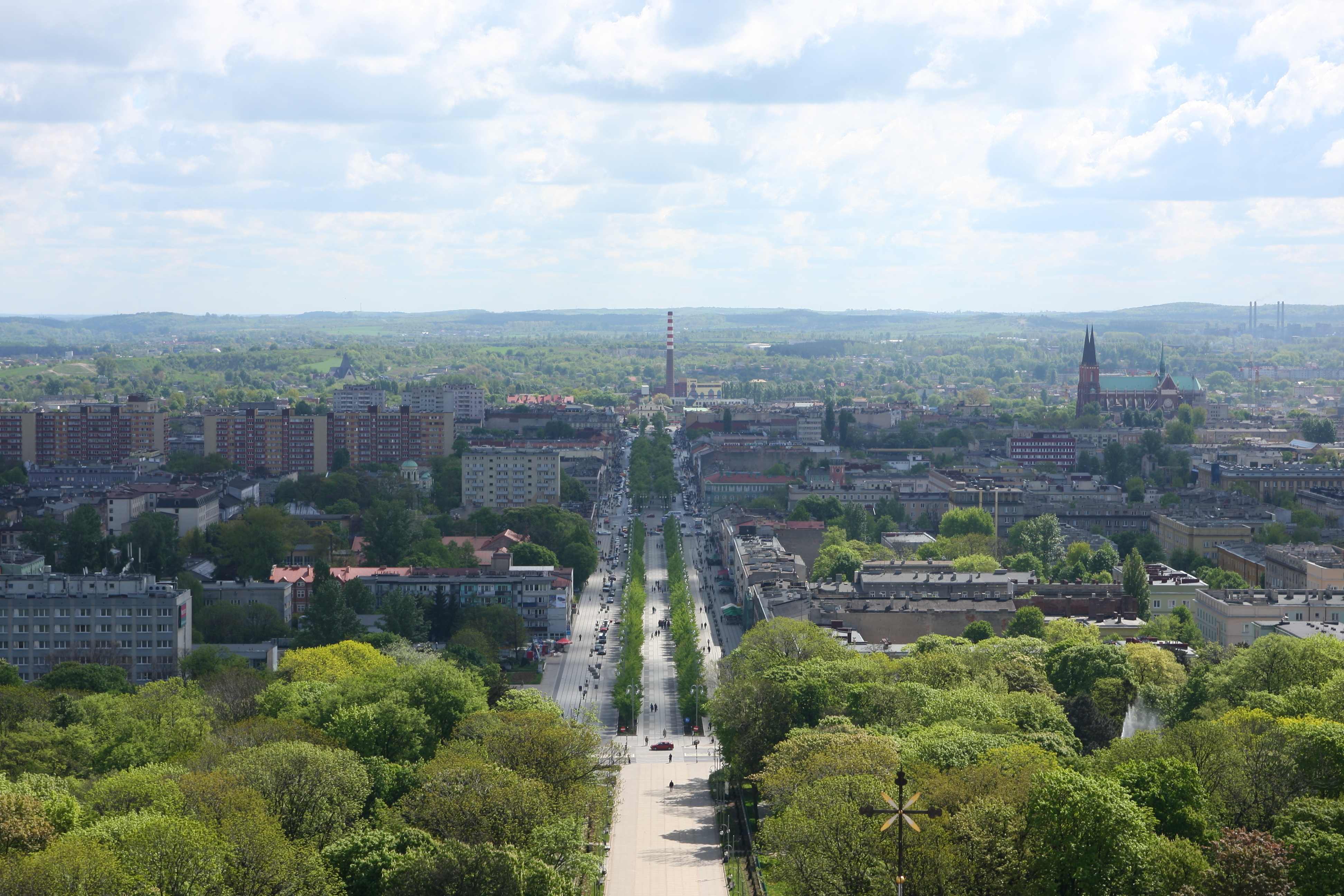
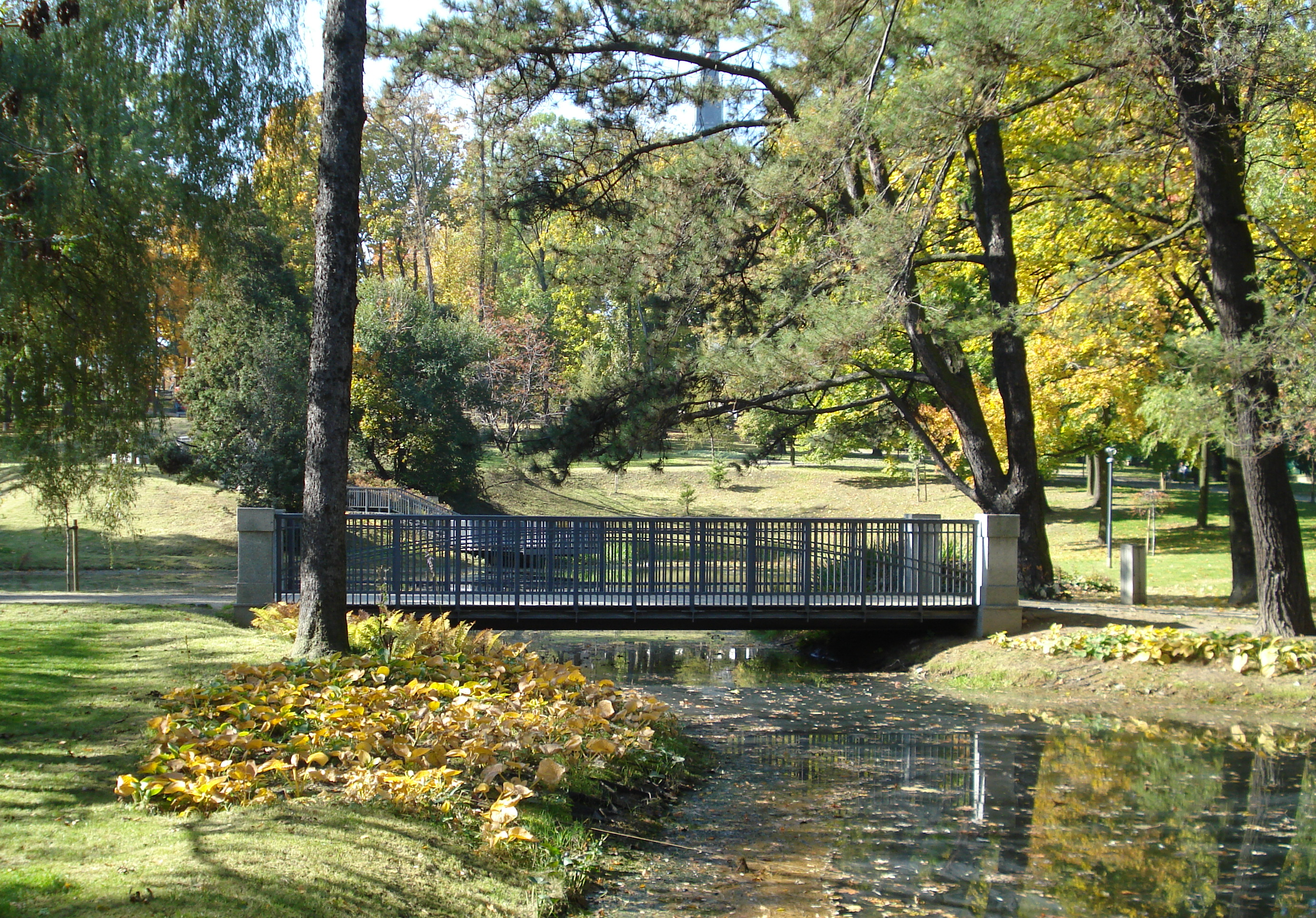
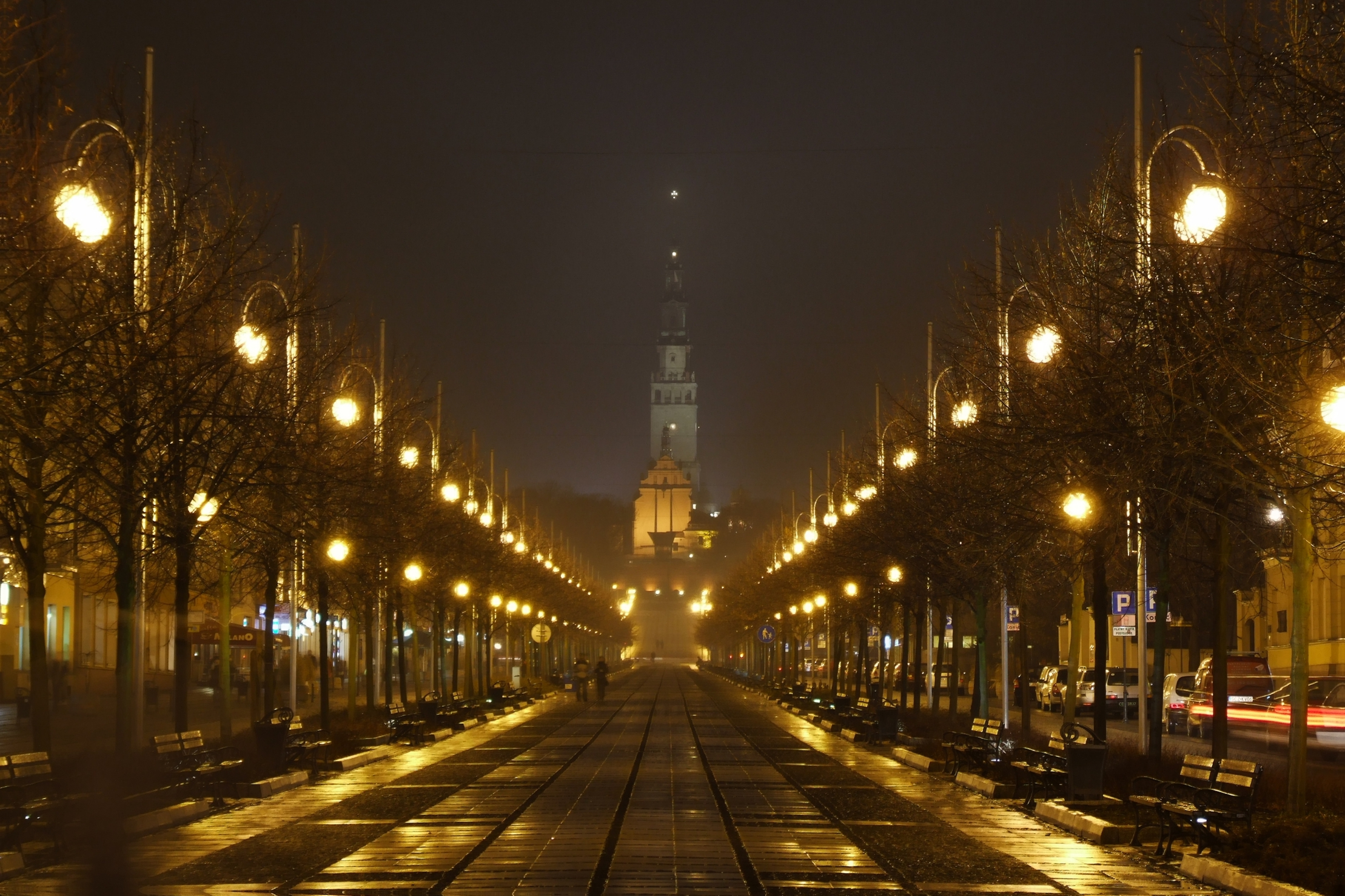
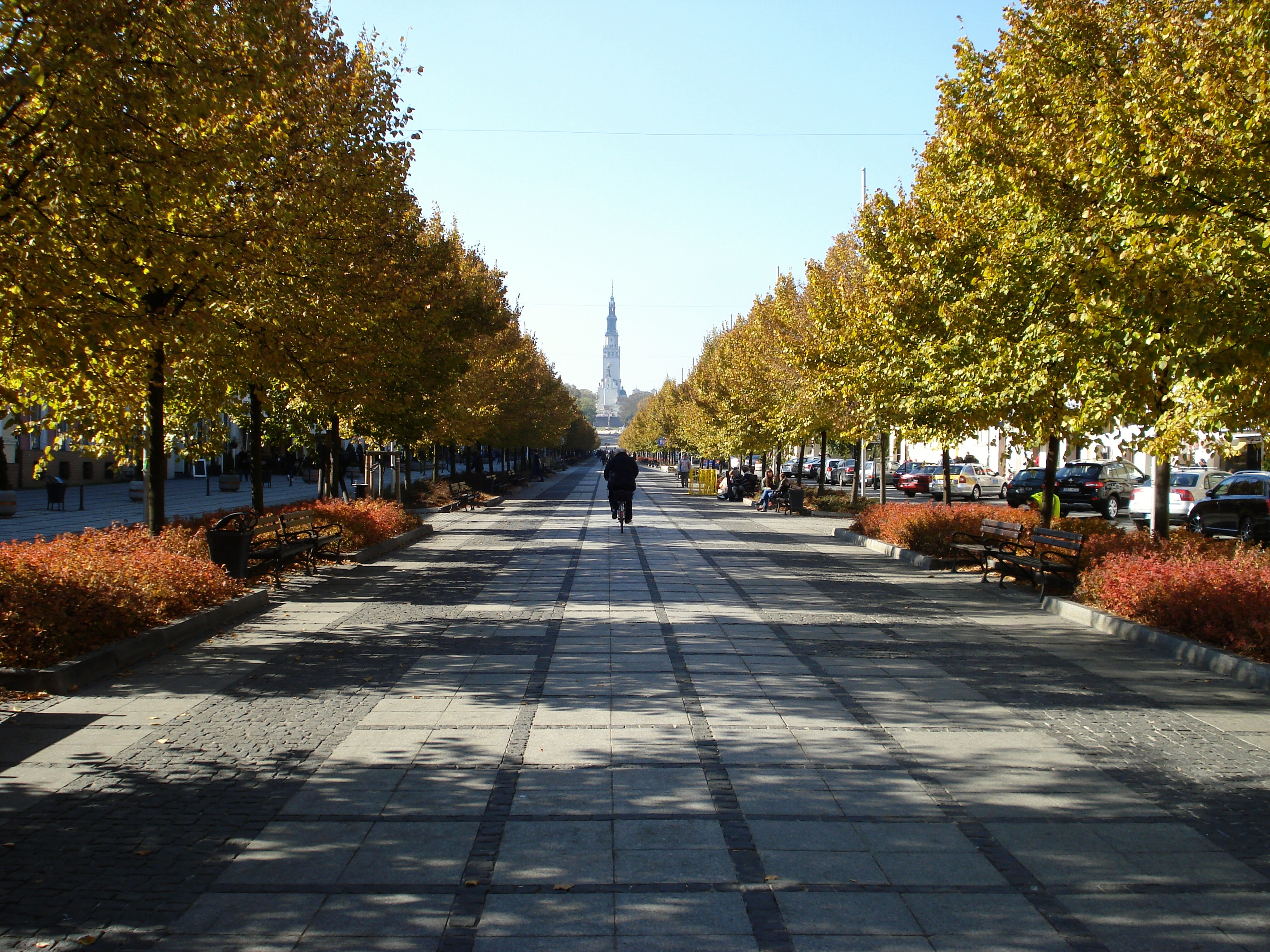

## أعلام
- جيرزي كوليج
- جاسيك ماجييرا
- ستيفان بيرغمان
- مارسين نواك
- سيباستيان ميسنر
- آرثر فينجر